# Centrale idroelettrica di San Bernardo
La centrale di San Bernardo è una Centrale idroelettrica situata nel comune di San Giacomo Filippo, in provincia di Sondrio. Costruita un anno dopo la centrale di Mese, ha una potenza di 34,2 MW e può arrivare a produrre 56 milioni di kWh di energia. 

## Caratteristiche
La centrale usa delle turbine Pelton e utilizza le acque del Bacino del Truzzo, con un salto complessivo di 1014 metri. Le acque vengono poi incanalate per la centrale di Mese. 